# The Pope’s Exorcist
The Pope’s Exorcist (dt.: „Der Exorzist des Papstes“) ist ein US-amerikanischer Horrorfilm von Regisseur Julius Avery, der am 6. April in die deutschen und am 14. April 2023 in die US-amerikanischen Kinos kam. Es handelt sich um eine Filmadaption der Memoiren vom katholischen Priester und Exorzisten Gabriele Amorth, der in der Hauptrolle von Russell Crowe verkörpert wird.

## Handlung
Gabriele Amorth, der einst als italienischer Partisan im Zweiten Weltkrieg kämpfte, wird im Jahr 1986 zum obersten Exorzist des Vatikans ernannt. Einen Großteil seiner Fälle verweist der strenggläubige Katholik dabei an Ärzte und Psychiater, da er es mit wahrer Besessenheit nur sehr selten zu tun hat. Eine neue Generation von Kardinälen im Vatikan glaubt daher nicht mehr an die Existenz des wahrhaft Bösen und möchte die Stelle des obersten Exorzisten streichen, doch Pater Amorth genießt die Rückendeckung des Papstes.
Im Juli 1987 bezieht die amerikanische Familie Vasquez eine heruntergekommene Abtei im spanischen Kastilien, die ihnen vom Familienvater Roberto hinterlassen wurde. Dieser starb im Jahr zuvor bei einem Autounfall, bei dem sein Sohn Henry schwer traumatisiert wurde und seitdem nicht mehr spricht. Seine Schwester Amy ist hingegen eine trotzige Teenagerin, die immer wieder gegen ihre Mutter Julia rebelliert. Als Henry die sanierungsbedürftigen Kellerräume erkundet, entdeckt er ein gebrochenes Siegel des Vatikans und wird von einem Dämon besessen. Seine Mutter hält das merkwürdige Verhalten zunächst für eine psychische Störung, doch Ärzte können keine Ursache finden. Julia wendet sich daher an den lokalen Priester Tomás Esquibel, der jedoch keine Erfahrungen mit Exorzismen hat und sich daher hilfesuchend an den Vatikan wendet. Vom Papst persönlich wird Pater Gabriele Amorth so mit dem Fall betraut.
Pater Amorth erkennt schnell, dass es sich bei Henry um echte Besessenheit handelt, doch der Versuch eines Exorzismus schlägt fehl. Gemeinsam mit Pater Esquibel macht er sich auf die Suche nach den wahren Motiven des Dämons und findet in den unterirdischen Katakomben Antworten. Es stellt sich heraus, dass es sich um den Dämon Asmodäus handelt, der einst einen ranghohen Exorzisten des Vatikans besessen hatte und so die Spanische Inquisition auslöste. Der Dämon möchte nun auch Besitz von Pater Amorth ergreifen, um so Zugang zum Vatikan zu erhalten und seine Taten als von Gott abgesegnet darstellen zu können.
Da mittlerweile auch Henrys Schwester Amy von Asmodäus besessen wird, versuchen sich die beiden Priester erneut an einem Exorzismus. Um die beiden Kinder zu retten, erlaubt Pater Amorth dem Dämon, Besitz von ihm zu ergreifen. Der oberste Exorzist versucht sich im Anschluss umzubringen, wird von Asmodäus allerdings daran gehindert, da der Dämon den vom Papst geschätzten Exorzisten für den Einzug in den Vatikan lebend benötigt. Im Kampf gegen die religiösen Vertreter nutzt der Dämon die Sünden der beiden Priester aus der Vergangenheit aus und konfrontiert Pater Amorth so mit dem Fall der jungen Frau Rosaria Veléndez, der der Exorzist trotz Besessenheit nicht helfen wollte. In den Katakomben unter der Abtei kommt es zu einem finalen Kampf zwischen Asmodäus, Pater Amorth und Pater Esquibel, an dessen Ende der Dämon von den beiden Priestern in die Hölle zurückverbannt wird.
Die Abtei wird wenig später vom Vatikan aufgekauft und die heiligen Schriften in seinen Besitz überführt. Während die Familie Vasquez nach Amerika zurückgekehrt ist, entschließen sich Pater Amorth und Pater Esquibe dazu, im Namen der Kirche auch zukünftig weitere Dämonen zu bekämpfen.

## Produktion

### Hintergrund und Entstehung
Im Jahr 2015 stieß der aus New Mexico stammende Filmproduzent Michael Patrick Kaczmarek auf die Geschichte des italienischen Priesters Gabriele Amorth, der von 1986 bis zu seinem Tod im Jahr 2016 der oberste Exorzist des Vatikans war und in diesem Zeitraum laut eigenen Angaben über 100.000 Exorzismen durchführte. Noch zu Amorths Lebzeiten bat Kaczmarek um die Verfilmungsrechte an dessen Memoiren Ein Exorzist erzählt und Neue Berichte eines Exorzisten, was der Priester zuvor stets abgelehnt hatte, ehe ihn der Produzent postalisch von der religiösen Integrität seines Vorhabens überzeugen konnte. Daraufhin erwarb im Jahr 2017 Kaczmareks befreundeter Jesuitenpriester Eddie Siebert die Rechte an Amorths Lebensgeschichte von der Gesellschaft vom hl. Apostel Paulus. Siebert selbst unterrichtete Film an der Loyola Marymount University in Los Angeles und leitete die universitätseigene Filmproduktionsgesellschaft, sah sich aufgrund seiner fehlenden Erfahrung aber nicht imstande, die Verfilmung selbst zu realisieren.
Stattdessen tat man sich mit dem Produktionsunternehmen Screen Gems zusammen, das im Oktober 2020 zunächst den spanischen Filmemacher Ángel Gómez Hernández als Regisseur für The Pope’s Exorcist verpflichtete. Das Drehbuch wurde ursprünglich von Chester Hastings und R. Dean McCreary geschrieben, während Kaczmarek, Siebert und Jeff Katz als Produzenten fungieren sollten.

### Stab und Besetzung
In den Folgejahren wurde das Drehbuch mehrfach überarbeitet, so von Michael Petroni, Evan Spiliotopoulos und Chuck MacLean. Im Juni 2022 wurde die titelgebende Hauptrolle des übernatürlichen Horrorthrillers mit Russell Crowe besetzt, während zeitgleich Julius Avery als neuer Regisseur verpflichtet wurde und Doug Belgrad zum Produzententeam hinzustieß. Avery wollte mit The Pope’s Exorcist keinen konventionellen Exorzismusfilm oder ein seriöses Biopic erschaffen, sondern den von Crowe gespielten Gabriele Amorth als humorvollen, superheldenartigen Dämonenjäger porträtieren, wie es einst auch James Wan mit den fiktionalisierten Conjuring-Filmen gemacht hatte. Hauptdarsteller Crowe las in Vorbereitung auf die Dreharbeiten die ersten beiden Bücher von Amorth und sprach mit Zeitzeugen, die an Exorzismen des Priesters teilgenommen hatten.
Der Besetzung schlossen sich im Sommer 2022 die Darsteller Daniel Zovatto, Alex Essoe, Laurel Marsden, Cornell John und Peter DeSouza-Feighoney an. Die Rolle des Papstes wurde mit dem italienischen Schauspieler Franco Nero besetzt, während Ralph Ineson dem Dämonen Asmodäus seine Stimme lieh und dafür fünftägige Tonaufnahmen in London absolvierte.

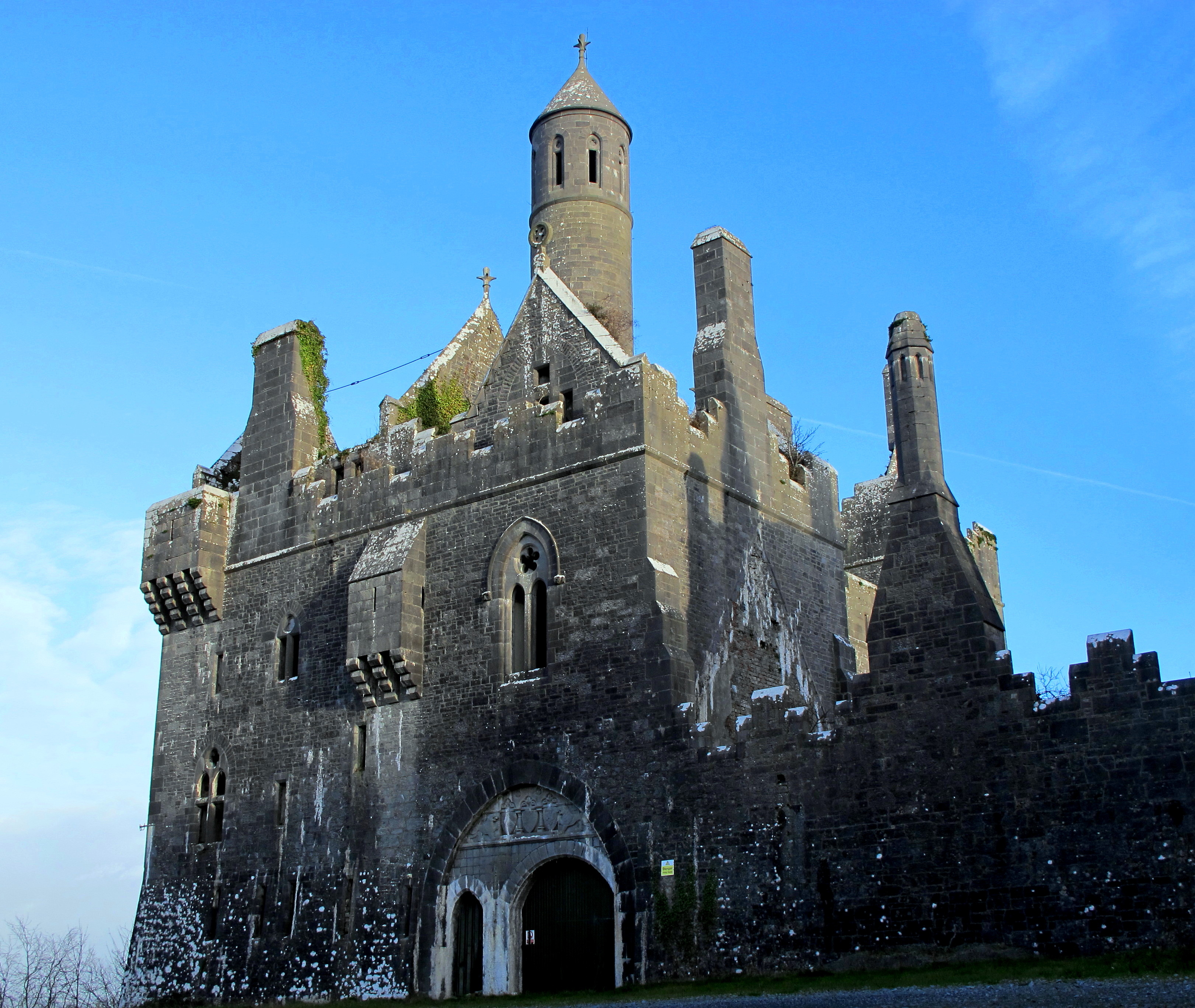
Das Dromore Castle in Limerick

### Dreharbeiten und Veröffentlichung
Die Dreharbeiten mit Kameramann Khalid Mohtaseb begannen Anfang August 2022 in Irland. Zu den Drehorten in der Hauptstadt Dublin zählten unter anderem das Trinity College, die City Hall, King’s Inns und der Marlay Park. Weitere Aufnahmen entstanden im Badeort Bray im County Wicklow, im neugotischen Dromore Castle in Limerick und in Rom. Im Oktober 2022 wurden die Dreharbeiten abgeschlossen.
Ein Trailer zum Film wurde am 22. Februar 2023 veröffentlicht. The Pope’s Exorcist kam am 6. April in die deutschen und am 14. April 2023 in die US-amerikanischen Kinos. Am 2. Mai 2023 erfolgten der digitale US-amerikanische Heimkinostart, ehe der Film am 13. Juni 2023 auch auf DVD und Blu-ray veröffentlicht wurde. In Deutschland war der Film ab dem 8. Juni digital und ab dem 22. Juni 2023 auch auf analogen Datenträgern erhältlich.

## Synchronisation
Die deutschsprachige Synchronisation entstand nach einem Dialogbuch und unter der Dialogregie von Elisabeth von Molo bei Iyuno Germany.
| Rolle                 | Darsteller              | Synchronsprecher          |
| --------------------- | ----------------------- | ------------------------- |
| Pater Gabriele Amorth | Russell Crowe           | Martin Umbach             |
| Pater Tomás Esquibel  | Daniel Zovatto          | Nicolás Artajo            |
| Julia Vasquez         | Alex Essoe              | Franziska Endres          |
| Henry Vasquez         | Peter DeSouza-Feighoney | Julius Ole Ernst          |
| Amy Vasquez           | Laurel Marsden          | Gioia Iannacone           |
| Der Papst             | Franco Nero             | Roland Hemmo              |
| Bischof Lumumba       | Cornell John            | Tim Moeseritz             |
| Kardinal Sullivan     | Ryan O’Grady            | Sascha Werginz            |
| Adella                | Carrie Munro            | Flurina Holeiter          |
| Enzo / Halphas        | River Hawkins           | Julien Haggège            |
| Carlos                | Jordi Collet            | Sebastian Christoph Jacob |
| Asmodäus              | Ralph Ineson            | Gedeon Burkhard           |

## Rezeption

### Altersfreigabe
In den Vereinigten Staaten wurde The Pope’s Exorcist von der MPA aufgrund von Gewalt, der Sprache, sexuellen Referenzen und etwas Nacktheit mit einem R-Rating versehen. In Deutschland erhielt der Film von der FSK eine Freigabe ab 16 Jahren. In der Freigabebegründung heißt es, der Film habe eine düstere sowie bedrohliche Atmosphäre und enthalte mehrere Szenen, in denen drastische Verletzungsdarstellungen zu sehen seien, teils auch im blutigen Splatter-Stil. Jugendliche ab 16 Jahren könnten diese Szenen jedoch als Elemente eines übertriebenen, realitätsfernen Horrorfilm-Szenarios betrachten und eine angemessene Distanz wahren.

### Kritiken
Noch vor der Veröffentlichung von The Pope’s Exorcist kritisierte die von Gabriele Amorth mitgegründete Internationale Vereinigung der Exorzisten den Film basierend auf Bildmaterial aus dem Trailer für seine Splattereffekte und die starken Übertreibungen von Exorzismen. Die reißerische Darstellung verzerre und verfälsche die wahren Erlebnisse von Exorzisten und sei eine Beleidigung für alle Betroffenen einer Besessenheit. Executive Producer Eddie Siebert verteidigte den Film dahingehend, dass er das Publikum für schlau genug halte, das Werk als historische Fiktion im Horror- und Thriller-Genre einordnen zu können, The Pope’s Exorcist aber trotzdem einige der „schwierigsten Aspekte des Glaubens“ thematisiere.

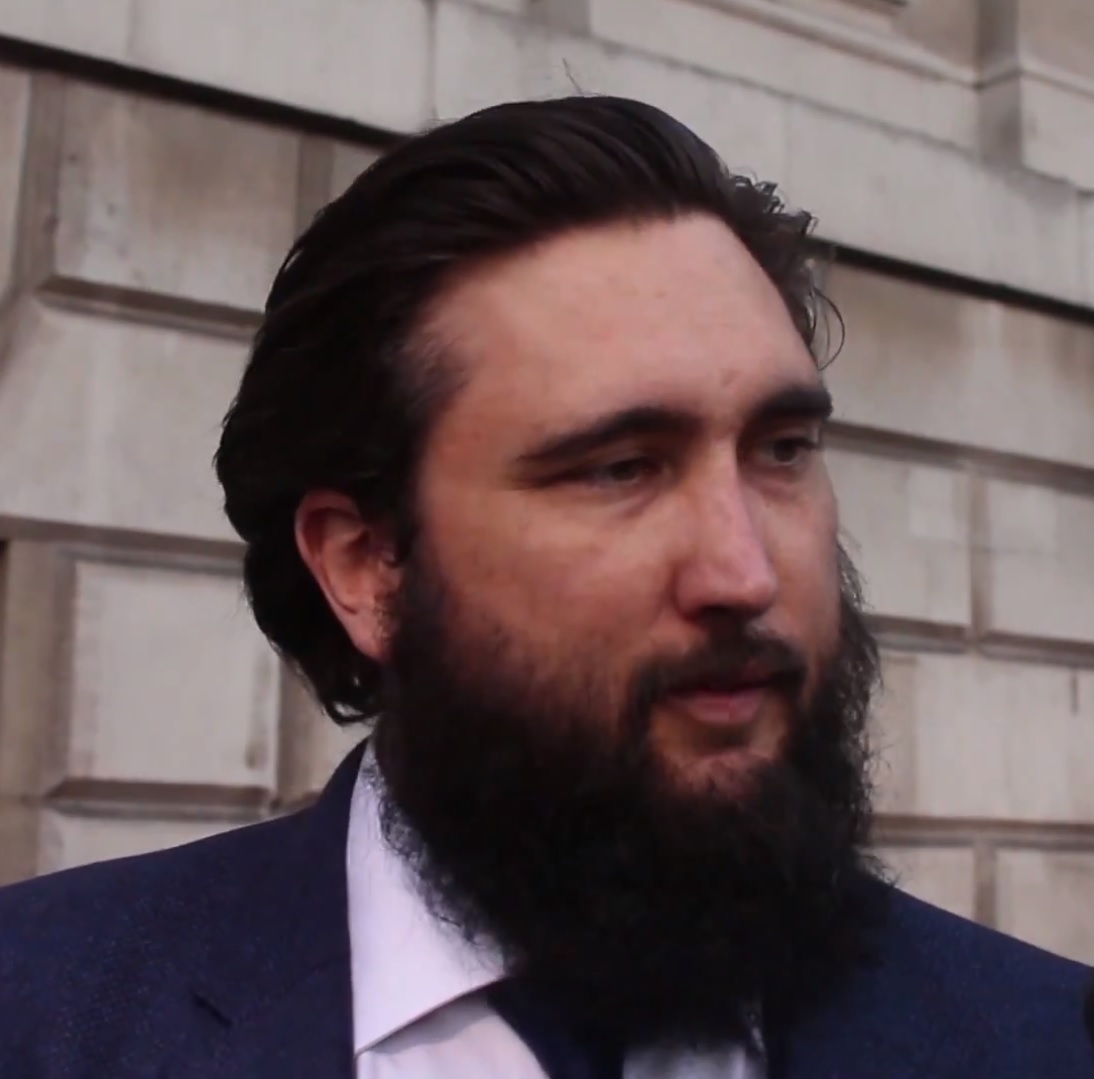
Regisseur Julius Avery (2014)

The Pope’s Exorcist konnte 48 % der 99 bei Rotten Tomatoes gelisteten Kritiker überzeugen und erhielt dabei eine durchschnittliche Bewertung von 5,1 von 10 Punkten. Als zusammenfassendes Fazit zieht die Seite, der Film sei in vielerlei Hinsicht ein gewöhnlicher Horrorschocker, doch zumindest die schauspielerische Darbietung von Hauptdarsteller Russell Crowe könnte einige Zuschauer erfreuen. Auf Metacritic erhielt The Pope’s Exorcist basierend auf 19 Kritiken einen Metascore von 45 von 100 möglichen Punkten.
Zu einem positiven Urteil gelangt Elisabeth Vincentelli von der New York Times, für die The Pope’s Exorcist ein atemberaubender Genre-Mix aus Horror, Action und Komödie sei. Hauptdarsteller Russell Crowe liefere eine seiner besten schauspielerischen Darbietungen seit Jahren ab und werden mit dem spielfreudigen Daniel Zovatto zusammengetan, wodurch auch eine Buddy-Note in den Film komme. Die von beiden dargestellten Priester hätten ebenso eine gute Chemie mit dem Antagonisten Asmodäus, der großartig von Ralph Ineson vertont werde. Daneben punkte The Pope’s Exorcist mit einem hohen Erzähltempo und soliden Schockmomenten, die Regisseur Julius Avery gelungen in einen zwischen Indiana Jones und Dan Brown verorteten Film integriere. So sei die Andeutung zum Ende hin, dass zukünftig weitere Abenteuer von Gabriele Amorth auf der Kinoleinwand zu sehen sein könnten, für Vincentelli eine willkommene Aussicht.
Deutlich kritischer steht Mike McCahill vom Guardian dem Film gegenüber, da sich für The Pope’s Exorcist eine zwar flotte, aber doch altbekannte Geschichte ersponnen wurde. Der von Hauptdarsteller Russell Crowe verkörperte Gabriele Amorth sei mit Abstand die stärkste Figur des gesamten Films und könne zwar über einige Dürftigkeiten des Drehbuchs hinwegsehen lassen, doch trotz der Anwesenheit von Franco Nero als Papst sei von theologischer Ernsthaftigkeit keine Spur mehr vorhanden. Im Ergebnis könne sich The Pope’s Exorcist durch ein lebhaftes Finale zwar von den trägen Conjuring-Filmen abheben, wirke aber leider auch so, als hätte man Der Exorzist als TikTok-Video neu aufgelegt.
Enttäuscht zeigt sich Daniel Kothenschulte von der Frankfurter Rundschau, der The Pope’s Exorcist als „Mainstream-taugliche[n] Exorzismusfilm mit einem Star in der Hauptrolle“ bezeichnet. In diesem habe die Hauptfigur genretypisch nur wenig Sinn für Ironie, doch der ernste Grundton werde nicht etwa dafür genutzt, sich an Klassikern wie Der Exorzist, Rosemaries Baby oder Das Omen abzuarbeiten, sondern einen „formelhafte[n] Spukhaus-Thriller“ zu erschaffen. So könne der Film weder Genrefans etwas neues bieten, noch etwas Gediegen-Klassisches abliefern. Stattdessen sei das Finale fast schon unfreiwillig komisch und das zum Teil lächerliche Szenenbild wirke wie eine Fernsehkulisse der Addams Family.

### Einspielergebnis
Am Startwochenende konnte The Pope’s Exorcist mit einem Einspielergebnis von rund 8,5 Millionen US-Dollar den zweiten Platz der US-amerikanischen Kino-Charts belegen. Dem Budget von rund 18 Millionen US-Dollar stehen weltweite Einnahmen aus Kinovorführungen in Höhe von 76,66 Millionen US-Dollar gegenüber, von denen der Film allein 20,01 Millionen im nordamerikanischen Raum erwirtschaften konnte. In Deutschland verzeichnete The Pope’s Exorcist insgesamt 197.134 Kinobesucher.

### Auszeichnungen
Goldene Himbeere 2024
- Nominierung als Schlechtester Schauspieler (Russell Crowe)
- Nominierung als Schlechtester Nebendarsteller (Franco Nero)

Irish Film & Television Awards 2024
- Nominierung für das Beste Kostümdesign (Lorna Marie Mugan)
- Nominierung für das Beste Make-up und die besten Frisuren (Orla Carroll & Lynn Johnson)[32]

## Fortsetzung
Nach dem finanziellen Erfolg von The Pope’s Exorcist wurden im April 2023 die Arbeiten an einer Fortsetzung bekannt, für die Russell Crowe als Priester Gabriele Amorth zurückkehren soll.